# Паліцинська академія
Паліцинська (Попівська) академія  — творчий гурток, заснований Олександром Паліциним, з 1998  — громадська культурно-мистецька організація, що об'єднує науковців, творчих людей.

## Історія
У 1792 р. ад'ютант фельдмаршала Рум'янцева-Задунайського  — Олександр Паліцин купив у спадкоємців А.Кондратьєва хутір Попівку (сьогодні - у складі села Залізняк, Сумська область). Свій будинок О. Паліцин називав «Пустынью», а себе  — «пустельником». Ніколи не шкодував, що залишив службу і кар'єру. Далеко від міста, з його розвагами і марнуванням часу, поселився у невеликому хуторі і поринув у роботу, аби передати молодому поколінню основи тих знань, які здобув, навчаючись у Петербурзі і займаючись самоосвітою. 

### Заснування
Після облаштування оселі і садово-паркового ансамблю "в англійському стилі" навколо нього, Паліцин гуртує передову частину дворян, котрі збиралися для обговорення культурних, освітніх, державних справ. З часом, такі зібрання отримали назву "Попівської академії". Також маєток Паліцина  протягом першого десятиліття ХІХ ст. виконував роль освітнього закладу для дітей місцевих дворян. До Паліцина приїздили імениті поети, художники, архітектори, гравери, літератори, перекладачі творів французьких просвітителів, а то і просто поміщики, щоб набратися досвіду у справах виробництва чи господарювання. Відбувалися своєрідні семінари-конференції, на яких обговорювалися праці не тільки членів «академії», а й твори, відомі у літературних колах Російської імперії.

### Вихованці
Серед слухачів  — сини багатих поміщиків: Шидловського, Надаржинського. Вчилися й вихіднці із дрібнопомісних  — С. Глінка, М. Альфьоров та його сестра К.Алфьорова, В. І. Ярославський, К. П. Лановий, А. І. Кардашевський, М. Г. Ушинський, Є. О. Васильєв, П. С. Байков, Л. С. Байков, Є. І. Станевич. Деякі відвідувачі були вже відомі в столичних колах. Це імениті В. В. Капніст, Іполит Богданович, В. Н. Каразін. Більшість членів гуртка мала свої друковані твори, а В. Капніст та І. Богданович вважалися придворними поетами. М. Алфьоров був столичним архітектором, а В. Ярославський згодом став архітектором губернським. З часом набули слави Є. Станевич, і С. Глінка.

### Заснування Харківського університету
У підручнику для вищих навчальних закладів «Історія Української РСР» (дорадянський період) говориться, що «саме на Попівці в гуртку Паліцина виникла вперше думка про заснування в Харкові університету». Є версія, що думку цю подав Паліцину І. А. Кондратьєв у присутності Є.Станевича. О.Паліцин особисто відвідав наприкінці серпня 1802 р. Харків та взяв участь у засіданнях щодо заснування університету, його підпис стоїть третім під організаційними документами. Портрет Паліцина прикрашає стенд з почесними членами університету - адже у 1809 р. йому було присвоєне таке високе звання, у 1817 р. (вже по кончині) стає ще і почесним членом Товариства Наук при ньому.

### Відродження
За радянських часів про діяльність «Попівської академії» говорилося мало. Причиною слугувала її назва, бо партійним діячам думалося, що тут вишколювали попів. Спочатку підтримка надійшла від журналіста і краєзнавця Геннадія Терешковича Петрова, потім від доцента кафедри педагогіки СумДПУ ім. Макаренка Володимира Юхимовича Голубченка, а згодом зацікавився і професор цього навчального закладу Павло Павлович Охріменко, який організовував і проводив науково-практичні конференції, присвячені «Слову о полку Ігоревім». На одній з таких і виступив М. Тесля з доповіддю про творчу та громадську діяльність О. О. Паліцина і його «академію». З того часу ці конференції почали закінчуватися відвідуванням їх учасниками с. Залізняк, де відбувалися «Паліцинські читання».
- М.Тесля, ще будучи директором школи в с. Залізняк почав займатися дослідженням діяльності «Попівської академії». Знайшов потрібні матеріали: оригінальні твори О. О. Паліцина, пов'язаний з ним епістолярій, картини з його колекції тощо. Чимало сил знадобилося й для того, аби встановити на місці зруйнованого сімейного склепу Паліциних пам'ятний обеліск. Виступи в газетах і популярних часописах про знайдені в архівах документи та матеріали, організація «Паліцинських читань» зробили свою справу  — темою серйозно зацікавився П. П. Охріменко. Спочатку, ознайомившись із зібраними фактами, він дуже здивувався. Ніхто з учених-словістів, як виявилося, не знав, що першим в Україні «Слово о полку Ігоревім» переклав саме О. О. Паліцин. Потім П. П. Охріменко багато чого зробив, аби про «Попівську академію» дізналися не тільки вчені, а й широка громадськість. Літератор В. Звагельський і доцент В. Голубченко перевірили достовірність зібраного матеріалу. Зокрема, звернули увагу на документи з архіву Харківського університету, журналу «Руский вестник», на праці Д. І. Багалія та М. Ф. Сумцова, «Исторический журнал Харьковской епархии», тощо. Спільними зусиллями врешті-решт удалося добитися, аби про діяльність «Попівської академії» заговорили в ЗМІ.

У 1992 р. Сумська обласна організації УТОПІК на відзнаку 200-річчя «Попівської академії» видала буклет «Хутірська академія», який став цікавим посібником для краєзнавців та вчителів. Темою зацікавилися в Інституті літератури ім. Т. Г. Шевченка НАН України, на кафедрі світової літератури Сумського педагогічного університету. У 1998 р. юридично створена «Паліцинська академія», яка взяла на себе зобов'язання пропагувати доробки «Попівської академії». Серед її членів: В. Ю. Голубченко, М. П. Тесля (засновник і перший редактор, помер 2014 р.), О. П. Столбін, А. М. Близнюк, В. П. Казбан, В. І. Будянський (помер 2018 р.), М.Є.Тимошенко (другий ректор), ін. Кількісний, особистий склад "Академії" весь час змінюється, урізноманітнюється її діяльність.